# Битка за Монте Касино
У Другом светском рату, Битка за Монте Касино (позната и под именом Битка за Рим) је, у ствари била серија битака, које су водили савезници у покушају да пробију Густавову линију, освоје Рим и повежу се са савезничким снагама у џепу код Анција.
Стратешка позиција Монте Касина га је учинила местом где су се дешавале битке и опсаде од давних времена.
Прва битка је почела 4. јануара, 1944. и манастир на врху брда је уништен у савезничком бомбардовању 15. фебруара. Савезнички авиони су жестоко бомбардовали рушевине манастира и 15. марта.
Током три неуспешна покушаја да се освоји добро брањени манастир Монте Касино (17. јануар — 25. јануар, 15. фебруар — 18. фебруар, 15. март — 25. март), снаге САД, Уједињеног Краљевства, Индије, Канаде, Аустралије, Јужне Африке и Новог Зеланда су изгубили око 54.000 људи, али нису успеле да освоје град, или дворац који стоји изнад долине реке Рапидо.
Такозвану Четврту битку за Монте Касино је водио II Пољски корпус под генералом Владиславом Андресом (11. мај — 19. мај). Први напад (11. мај — 12. мај) је узроковао велике губитке, али је омогућио Британској 8. армији под генералом Сир Оливером Лизом (Oliver Leese) да се пробије кроз немачке линије на долини реке Лири испод манастира.
Други напад (17. мај — 19. мај), је изведен по неизмерној цени у животима пољских војника, уз помоћ снага из Марока под француском командом које су биле састављене од брдског становништва, кориштеног у планинском ратовању. У нападу је Немачка 1. падобранска дивизија одбачена са позиција на брду које су окруживале манастир, и била готово опкољена. У рану зору 18. маја, извиђачка група пољске 12. подолијске коњичке регименте је освојила рушевине манастира, након што су се Немци евакуисали.
Освајање Монте Касина је омогућило британским и америчким дивизијама да отпочну напредовање ка Риму, који је освојен 4. јуна 1944, само два дана пре искрцавања на Нормандију.
Током битака, историјски манастир Монте Касино је у потпуности уништен. На срећу, незамењиву манастирску библиотеку су Немци склонили у Рим.
- 1961—1963. Пјотра Сич је написао роман о бици, под именом Смрт и славуји (на белоруском).
- Познати дански писац Свен Хасел написао је 1963. године роман под називом „Монте Касино“. Иако је аутор дела књигу написао у првом лицу, његово учешће у самој бици као и у многим другим биткама које је описао у својим романима је оспорено.